# Prévention de la criminalité
La prévention de la criminalité centralise toutes les actions qui sont utiles à la prévention d’un délit ou d'un crime.

## Classification
Ces actions sont divisées en trois catégories , se référant au moment auquel la mesure de prévention se déroule en rapport avec un délit.
- La « prévention primaire », qui regroupe les actions prises longtemps avant un délit, tel que le développement d’une éducation positive au sein des familles, dans les jardins d’enfants et les écoles primaires, et vise une forme de vie sans violence.
- La « prévention secondaire » regroupe les actions qui ont pour but d’empêcher des délits qui sont relativement imminents. Ces actions sont par exemple des cours d’autodéfense ou des enseignements dans les écoles qui sont effectués par les professeurs et la police.
- Les actions de la « prévention tertiaire » veulent éviter de délits ultérieurs après un délit qui a déjà eu lieu. Ce sont entre autres les stations de jeunes (comme à Gera[Quoi ?]), dans lesquelles la police et le ministère public travaillent ensemble sous un même toit. Le but de cette collaboration des autorités est une réaction convenable qui s’effectue actuelle, éducative et préventive[Quoi ?].

## Organisation et public cible
Les projets de la prévention de la criminalité ont recours à de nombreuses fonctions sociales, et font travailler ensemble autant d’acteurs que possible. On y trouve souvent :
- la police,
- le service de l'aide sociale à l'enfance et à la jeunesse,
- les écoles,
- les associations,
- et des individus (parents, élèves, personnalités importantes).

Actuellement[Quand ?], on[Qui ?] se concentre en particulier sur les délits de proie[Quoi ?], les vols, les violences aux personnes, les cambriolages, la criminalité liée à la drogue, la cybercriminalité et sur des projets pour des groupes déterminés de la population (par exemple les jeunes, les personnes âgées, les émigrants). 
Les actions de la prévention de la criminalité offrent une chance sérieuse de réduire la criminalité. 
Depuis peu[Quand ?], on[Qui ?] discute une approche comme trame théorétique qui fait référence à une théorie méta de psychologie sociale très connue dans le milieu spécialisé : la « Feldtheorie » de Kurt Lewin.

## Programmes thérapeutiques
Des programmes correctionnels visant les facteurs liés au comportement criminel ont été mis en place au Canada pour lutter contre la récidive. Les délinquants qui participent à ces programmes suivent un programme thérapeutique destiné à éradiquer leur agir criminel. Toutefois, ces programmes ne font pas l’unanimité. Selon, Philippe Bensimon, docteur en criminologie, ils ne reposent sur aucune donnée biologique.